# 霍赫克德爾山
46°54′34″N 13°22′37″E / 46.90944°N 13.37694°E

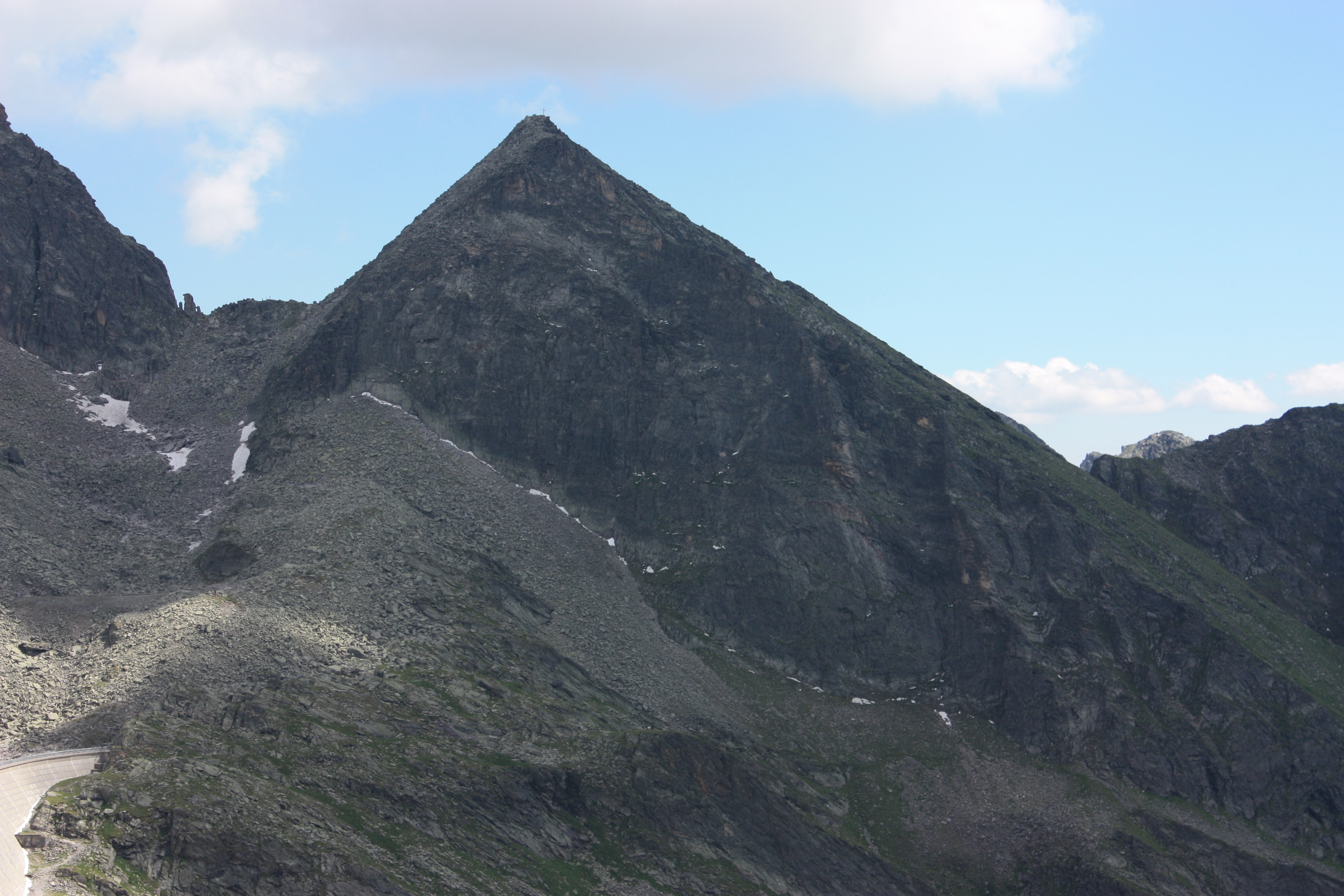

霍赫克德爾山（德語：Hochkedl），是奧地利的山峰，位於該國南部，由克恩頓州負責管轄，屬於賴瑟克山脈的一部分，海拔高度2,558米，山體由花崗岩和片麻岩組成。